# Pedro Sánchez
Pedro Sánchez Pérez-Castejón (Madrid, 29 februari 1972) is een Spaans econoom, politicus voor de socialistische partij PSOE. Hij is sinds 1 juni 2018 eerste minister van Spanje, nadat zijn voorganger Mariano Rajoy op 1 juni 2018 afgetreden was na een motie van wantrouwen tijdens de twaalfde legislatuurperiode.

## Loopbaan

### Opleidingen
Pedro Sánchez volgde middelbaar onderwijs aan het Instituto Ramiro de Maeztu in Madrid, tegelijkertijd met zijn leeftijdgenote Letizia Ortiz, koningin van Spanje.
Hij heeft economische en bedrijfswetenschappen gestudeerd aan de Complutense-universiteit van Madrid, en daarna een masterdiploma in economische politiek van de EU behaald aan de Vrije Universiteit van Brussel en een master bestuurskunde aan IESE, een instituut van de Universiteit van Navarra in Pamplona. Sánchez promoveerde in economische wetenschappen en bedrijfskunde aan de Camilo José Cela Universiteit in Madrid, waar hij hoogleraar economische structuur en geschiedenis van het economisch denken is geweest.

### Eerste stappen in de politiek
Sánchez werd in 1993 lid van de Spaanse sociaaldemocratische partij PSOE toen Felipe González op het punt stond voor het eerst de verkiezingen te verliezen. Ondanks het verwachte verlies kon de socialistische partij in moeilijke omstandigheden nog een paar jaar regeren. Sánchez was in die jaren actief in de Joventudes Socialistas, de jeugdbeweging van de partij. Hij ging naar Brussel om politiek adviseur te worden en hij werd later kabinetschef van zijn landgenoot Carlos Westendorp, de Hoge Vertegenwoordiger van de Verenigde Naties in Bosnië tijdens de Kosovo-oorlog.
In 2000 was hij afgevaardigde tijdens het partijcongres van de PSOE waar José Luis Rodríguez Zapatero tot secretaris-generaal werd verkozen. Sánchez werd gevraagd mee te helpen het economische plan van Zapatero op te stellen.
In 2003 stond Sánchez op de kieslijst voor de gemeenteraad van Madrid die aangevoerd werd door Trinidad Jiménez. Hij werd niet verkozen, maar doordat een jaar later twee socialistische raadsleden opstapten, kon hij alsnog zitting nemen in de raad. In 2007 werd hij in die raad herkozen. Vanuit de oppositie werkte hij er aan thema's als economie, ruimtelijke ordening en volkshuisvesting. Tussen 2004 en 2009 nam hij namens de PSOE zitting in de algemene vergadering van Caja Madrid.

### Volksvertegenwoordiger en secretaris-generaal van PSOE
Bij de parlementsverkiezingen van 2008 stond hij op de kieslijst in Madrid, waar hij niet werd verkozen. Maar net als eerder bij de gemeenteraad van Madrid kon hij in 2009 alsnog in het congres zitting nemen toen Pedro Solbes uit de regering stapte en ook zijn zetel in de volksvertegenwoordiging opgaf. Sánchez werd de woordvoerder voor territoriale zaken, en nam zitting in de parlementscommissies voor buitenlandse zaken en Europese zaken.
Bij de verkiezingen in 2011 verloor de PSOE flink en kwam zij in de oppositie terecht. Sánchez, die op de elfde plaats op de lijst in Madrid stond, verloor zijn zetel in het congres. Maar in 2013 kan hij weer zitting nemen in het congres omdat een zetel in de fractie vacant kwam. Deze keer wordt hij lid van de commissie voor de studie naar klimaatverandering.
In 2014 stelde Sánchez zich kandidaat bij de voorverkiezing van de lijsttrekker voor de PSOE bij de parlementsverkiezingen in 2015. Deze voorverkiezingen werden vervroegd toen Alfredo Rubalcaba opstapte als secretaris-generaal na het grote verlies van de partij bij de Europese verkiezingen in 2014. Sánchez moest het opnemen tegen Eduardo Madina en José Antonio Pérez Tapias waarbij hij als outsider gold. Hem werd verweten dat hij zijn lidmaatschap van de algemene vergadering van Caja Madrid jaren eerder op zijn cv verzwegen had. Niettemin werd hij met 48% van de stemmen gekozen, nadat hij meer dan 30.000 kilometer door Spanje af had gelegd om in kleine bijeenkomsten in direct contact met de achterban te treden.
Bij de verkiezingen in 2015 behaalde de PSOE het slechtste resultaat ooit. Dit had te maken met de opkomst van twee nieuwe partijen, Podemos en Ciudadanos, die het politieke spectrum openbraken en een einde maakten aan wat in de praktijk een tweepartijenstelsel was. Omdat het in de lijn der verwachting lag dat de partij zou verliezen, hoeft Sánchez niet af te treden. Na deze verkiezingen, tijdens de kortstondige elfde legislatuur, slaagden de partijen er niet in een coalitie te vormen of voldoende steun te vinden voor een minderheidsregering van een van hen. Dit een en ander leidde tot nieuwe verkiezingen op 26 juni 2016.

#### Leiderschapscrisis 2016-2017
Toen het de conservatieve Partido Popular van de zittend premier Mariano Rajoy niet lukte een regering te vormen na de verkiezingen in juni 2016, nam Sánchez het initiatief en probeerde eerst voldoende steun te krijgen voor een regering met Ciudadanos. Het lukte hem echter niet andere partijen zover te krijgen deze coalitie te gedogen (de twee partijen samen beschikten niet over een meerderheid in het congres). De partij raakte in een crisis door de interne verdeeldheid over de te volgen lijn bij de regeringsformatie. Sánchez weigerde hoe dan ook steun te verlenen aan het vormen van een minderheidsregering van de Partido Popular en speelde uiteindelijk met het idee een regering te vormen met Podemos, die met steun van een aantal kleinere partijen wel op een meerderheid zou kunnen rekenen. Dit riep grote weerstand op bij een aantal partijbaronnen onder leiding van Susana Díaz, de leider van de socialisten in Andalusië, de belangrijkste factie binnen de partij. Deze partijbaronnen, onder wie ook voormalig premier Felipe González, voerden aan dat het de partij zou passen zitting te nemen in de oppositie na een aantal grote verliezen in belangrijke verkiezingen, maar staken ook hun afkeer van Podemos niet onder stoelen of banken. Ze slaagden erin Sánchez uit zijn functie te zetten en schreven een nieuwe voorverkiezing uit.
Sánchez besloot aan deze voorverkiezing deel te nemen waarbij hij het op moest nemen tegen Susana Díaz, en ook tegen Patxi López. Op 21 mei 2017 won hij deze voorverkiezing met duidelijke cijfers. De PSOE had toen echter al meegewerkt aan het vormen van een minderheidsregering van Mariano Rajoy aan het begin van de twaalfde legislatuur, en Sánchez besloot deze regering vooralsnog te gedogen en samen te werken om verdere politieke instabiliteit te voorkomen.

### Premier

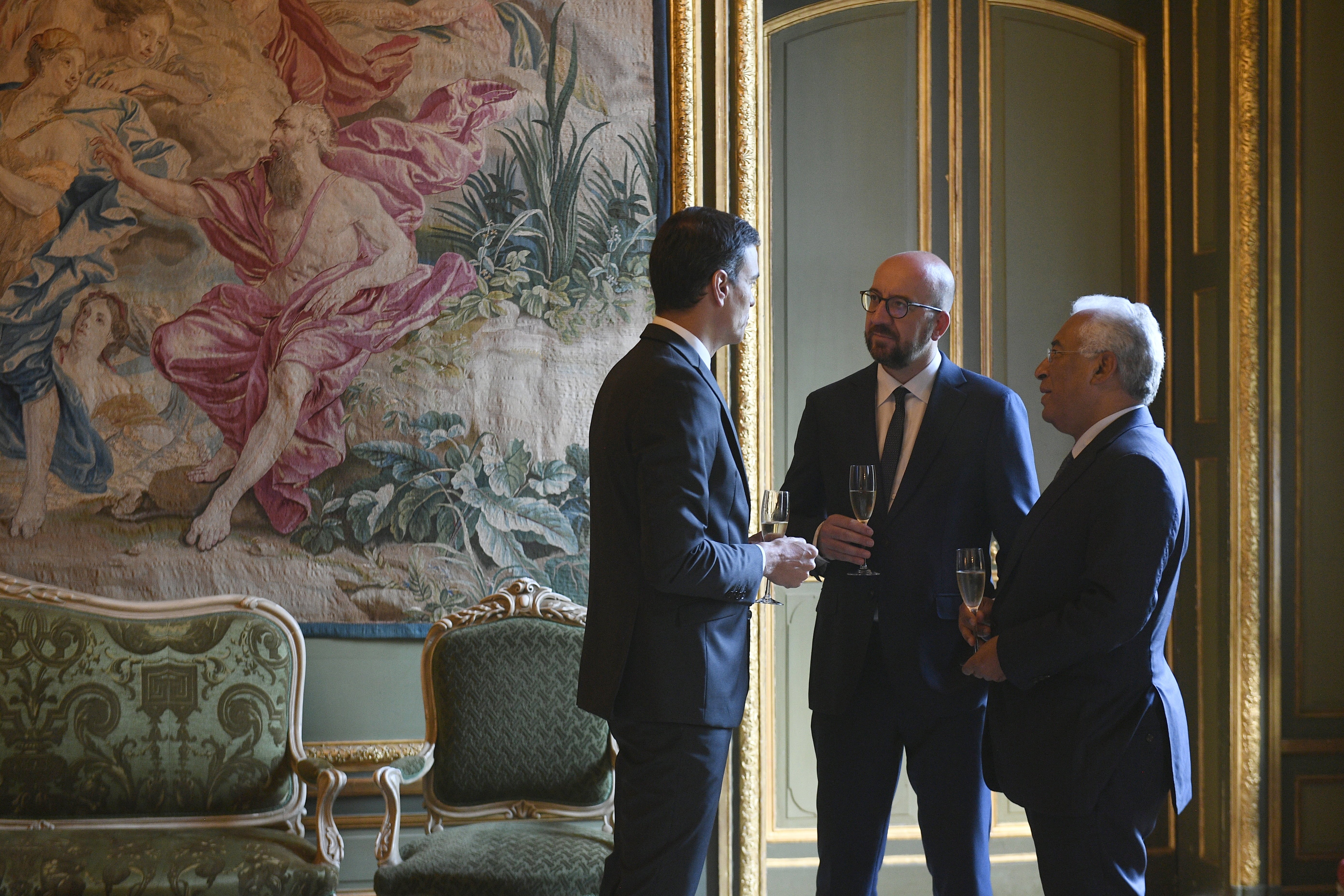
De Spaanse eerste minister Pedro Sánchez met zijn Belgische collega Charles Michel en zijn Portugese collega António Costa.

Op 24 mei 2018 deed de Audiencia Nacional uitspraak in de zaak-Gürtel, waarin de Partido Popular van zittend premier Mariano Rajoy wordt veroordeeld als medeplichtige met winstoogmerk aan dat plot, waardoor de geloofwaardigheid van een aantal getuigen in die zaak, onder wie Mariano Rajoy zelf, ernstig in het geding komt. Op 25 mei 2018 diende de PSOE een motie van wantrouwen in tegen de regering. Omdat een motie van wantrouwen in Spanje constructief van aard is, diende de PSOE een nieuwe premier aan te wijzen en deed dit in de persoon van Pedro Sánchez.
Voor het eerst in de Spaanse geschiedenis werd op 1 juni 2018 een dergelijke motie van wantrouwen aangenomen. Daarbij werd de PSOE gesteund door Podemos en een aantal regionale partijen uit Catalonië en het Baskenland, waarbij stem van de PNV uiteindelijk beslissend was.
Op dezelfde dag dat de motie van wantrouwen tegen Rajoy aan werd genomen, 1 juni 2018, ondertekende koning Felipe VI het besluit waardoor Pedro Sánchez de zevende eerste minister van Spanje werd, de dag erop werd hij beëdigd, waarbij hij de twaalfde legislatuur overnam van Rajoy, met de intentie deze legislatuur af te maken zonder vervroegde verkiezingen.
Zes dagen na het aantreden van zijn nieuwe regering moest er echter al een minister aftredenː minister van Cultuur Màxim Huerta stapte op omdat bekend werd dat hij jarenlang grote sommen geld voor de Spaanse fiscus verzwegen had.
Begin 2019 slaagde de regering-Sánchez er niet in de begroting van dat jaar door het congres te laten goedkeuren, waardoor Sánchez ten slotte op 5 maart het ontslag van zijn regering indiende. De PSOE won de parlementsverkiezingen van 28 april 2019, maar Sánchez slaagde er niet in een regering samen te stellen die op een meerderheid in het parlement zou kunnen rekenen. Voor 10 november van dat jaar werden daarom nieuwe verkiezingen uitgeschreven en tot dan bleef hij als eerste minister aan. In januari 2020 kreeg zijn nieuwe regeringscoalitie een meerderheid in het parlement.

## Persoonlijk leven
Pedro Sánchez is op 29 februari 1972 geboren in de Madrileense wijk Tetuán, als zoon van Magdalena Pérez-Castejón, ambtenaar van de sociale dienst, en Pedro Sánchez, zakenman en als werknemer verbonden aan het ministerie van Landbouw. In 2006 trouwde hij met Begoña Fernández uit Bilbao en samen hebben zij twee dochters.
- Biblioteca Nacional de España: XX5425276
- Catàleg d'autoritats de noms i títols de Catalunya: 981058611185306706
- Gemeinsame Normdatei: 1160511225
- Library of Congress Control Number: no2019098882
- MusicBrainz: 06b44f86-ed59-4474-85be-47925c618e87
- Nationale Bibliotheek van Polen: a0000003369185
- Système universitaire de documentation: 192249584
- Virtual International Authority File: 20146030517535860298
- WorldCat: E39PBJdGHWGVR4pQcYR8KgDH4q